# Pim Reijntjes
Willem Gerrit (Pim) Reijntjes (Den Haag, 30 oktober 1919 – aldaar, 26 november 2014) was een Nederlands nieuwslezer.

## Loopbaan
Reijntjes was tijdens de Tweede Wereldoorlog actief in het verzet. Tijdens een poging in 1943 om als Engelandvaarder vanuit IJmuiden te vertrekken werd hij verraden. Hij werd achtereenvolgens in de gevangenis van Scheveningen, Kamp Vught, Amersfoort, Natzweiler, en Dachau gevangengezet.
Na de bevrijding begon Reijntjes zijn loopbaan in 1945 als omroeper bij Radio Herrijzend Nederland. Na een detachering van twee jaar bij Radio Batavia werd hij omroeper/nieuwslezer bij Radio Nederland Wereldomroep. In 1963 trad hij toe tot het NTS-journaal als redacteur/nieuwslezer. Hij maakte hier tot 1968 deel uit van een team van bij de Wereldomroep geschoolde nieuwslezers als Bouke Poelstra, Jan Gerritsen, Fred Emmer, Henk Teeuw en wat later ook Frits Thors. 
Vervolgens werd hij redacteur-verslaggever bij de Dienst TV-programma's van de NOS. Reijntjes was in 1982 nog de verslaggever bij het staatsbezoek van koningin Beatrix en prins Claus aan Engeland. In 1983 ging hij met pensioen.
Reijntjes was in 1993 initiatiefnemer voor het oprichten van het Nationaal Dachau Monument. Dit monument vond een plaats in Amsterdam bij de Bosbaan.
Hij was onder meer Ridder in de Orde van Oranje-Nassau, drager van het Verzetsherdenkingskruis en het Nacht-und-Nebel-Herdenkingskruis.
Reijntjes overleed op 95-jarige leeftijd.